# Го Сунлин
Го Сунлин (1883 — 24 декабря 1925) — китайский генерал из Фэнтянской клики.
Активный участник гражданской войны в Китае. Некоторое время контролировал территорию Монголии, но его войска были вытеснены оттуда азиатской конной дивизией барона Унгерна. Вёл переговоры с советской Россией. В 1925 году предал своего начальника Чжан Цзолиня и перешёл на сторону Фэн Юйсяна. Свою группу войск Го Сунлин переименовал в 4-ю Национальную армию. Погиб в сражении с фэнтянскими войсками.